# Gisela Jurberg

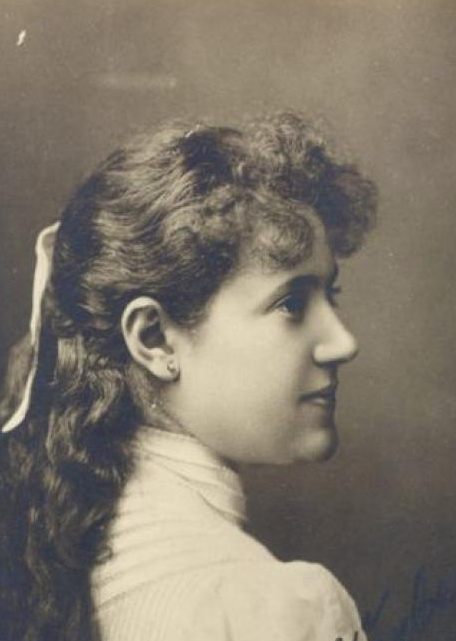
Gisela Jurberg

Gisela Jurberg (* 1875 in Wien; † 1942) war eine österreichische Theaterschauspielerin.

## Leben
Jurberg begann ihre schauspielerische Tätigkeit 1895 am Stadttheater Wiener Neustadt, kam im Jahre 1896 nach Reichenberg und im Sommer desselben Jahres nach Ischl.
In der Saison 1896/97 spielte die „überaus anmutige Darstellerin“ im wiedereröffneten Lobetheater in Breslau in Arthur Schnitzlers Liebelei unter der Regie von Julius Niedt, auch bei einer Festvorstellung von Lessings Minna von Barnhelm zum hundertjährigen Bestehen des Stadttheaters Breslau am 15. Januar 1898 trat sie auf. 1899 war sie am Neuen Theater und Deutschen Theater in Berlin.
1901 spielte sie am Theater an der Wien und 1902 im Stadttheater Leipzig. 1903 verzeichnet sie das Deutsche Bühnen-Jahrbuch in Leipzig, 1907 in der Friesenstr. 37 in Hannover und 1912 in der Geibelstr. 10, ebenfalls in Hannover. Am 28. August 1910, dem Geburtstag des Dichters, spielte Jurberg die Sophie in Goethes Lustspiel Die Mitschuldigen.
Ihr weiterer Lebensweg ist unbekannt, das Nachlassprojekt zu Hermann Bahr an der Universität Wien nennt als mögliches Todesjahr 1942.